# Glyceridae
Los glicéridos (Glyceridae) son una familia de anélidos poliquetos del orden Phyllodocida. Comúnmente se les conoce como gusanos barrenadores de picos o gusanos de la sangre. 
Son gusanos acuáticos segmentados, de color rojo brillante. El gusano probóscide Glycera a veces se llama gusano de la sangre. Los Glyceridae son feroces poliquetos epifaunales e infaunales que se alimentan de pequeños invertebrados. Son excavadores errantes que construyen galerías de tubos interconectados para ayudar a atrapar a sus presas.